# 成廉
成廉，东汉时期人物，吕布亲近骁将，《後漢書》作「健將」。随布、魏越等讨张燕，陷锋突陈，遂破燕军。后曹操进至下邳，布自将骑逆击。操大破之，获廉。
《三国演义》中，吕布八健将之一，为张辽统领。濮阳大败曹操，然而成廉为乐进一箭射死。
1. ↑  《三国志》：“骁将成廉。”